# El jinete del Blues
El jinete del Blues es el segundo y último álbum de estudio del cantante argentino de blues Adrián Otero, lanzado el 1 de julio de 2012, tres semanas después de su fallecimiento en un accidente de tránsito. El álbum cuenta con versiones de clásicos del rock argentino.

## Lista de canciones
1. Blues local (Pappo)
2. Café Madrid (La Mississippi)
3. De nada sirve (Moris)
4. Desconfío (Pappo's Blues)
5. Juntos a la par (Yulie Ruth)
6. La flor más bella (Memphis la Blusera)
7. La última lágrima (Memphis la Blusera)
8. Me gusta ese tajo (Pescado Rabioso)
9. Me gustas mucho (Viejas Locas)
10. No pibe (Manal)
11. Rock and roll y fiebre (Pappo)
12. Salgan al sol (Billy Bond y La Pesada del Rock and Roll)
13. Vamos las bandas (Los Redonditos de Ricota)

### Cortes de difusión
- Juntos a la par

## Personal
- Adrián Otero: Voz.
- Daniel Leis: guitarra.
- Federico Pernigotti: guitarra.
- Gustavo Giuliano: bajo.
- Germán  Wiedemer: teclados.
- Marcelo Mira: batería.
- Ervin Stutz: trompeta y trombón.
- Matías Traut: trombón.
- Juan Escalona: trombón.
- Alejo Von der Pahlen: saxo.